# Opowieści kanterberyjskie

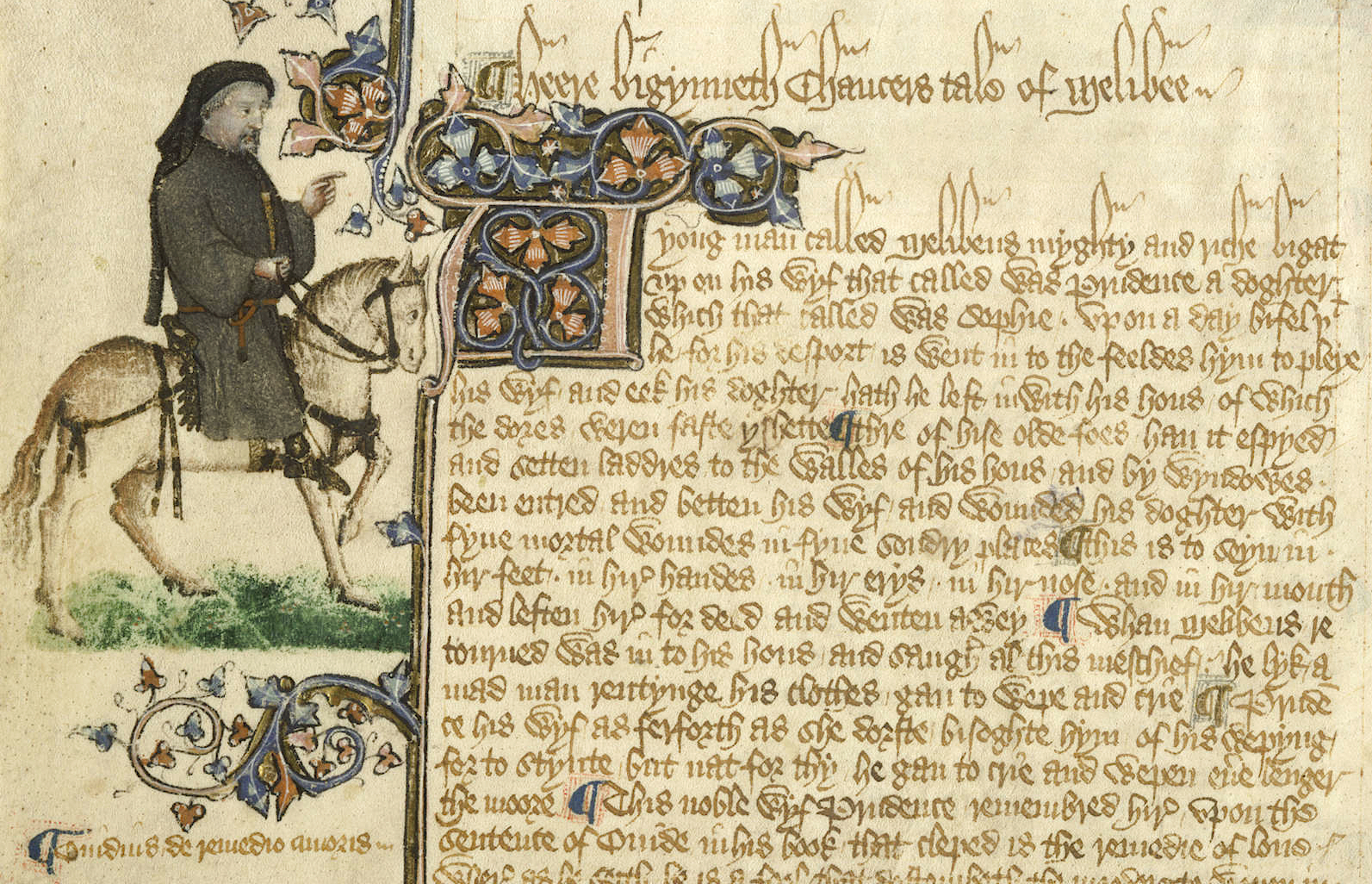
Geoffrey Chaucer jako pielgrzym. Z rękopisu Opowieści kanterberyjskich

Opowieści kanterberyjskie (ang. Canterbury Tales) – zbiór opowiadań z XIV w. autorstwa Geoffreya Chaucera, historie opowiadane przez grupę pielgrzymów, zmierzających z Southwark do grobu Thomasa Becketa w Canterbury. Opowieści te zostały napisane w języku średnioangielskim.

## Tekst i jego układ
Tekst jest nie tylko zabytkiem literatury, ale stanowi cenne źródło informacji dla językoznawców oraz historyków zainteresowanych myślą i postawami społecznymi w końcu XIV wieku.
Dzieło Chaucera jest bardzo wyrafinowane pod względem formalnym. Poeta wykorzystuje rymowany parzyście dziesięciozgłoskowiec i różnego rodzaju zwrotki, w tym strofę królewską.
Opowieści kanterberyjskie są zbudowane na zasadzie opowieści ramowej z jednym narratorem głównym i wieloma innymi narratorami, analogicznie do Dekamerona Giovanniego Boccaccia. Najważniejsze przedstawione historie to:
- Opowieść rycerza
- Opowieść młynarza
- Opowieść włodarza
- Opowieść damy z Bath
- Opowieść kwestarza
- Opowieść kucharza
- Opowieść giermka
- Opowieść woźnego
- Opowieść ziemianina
- Opowieść przekupnia relikwii
- Opowieść księdza z orszaku przeoryszy
- Opowieść szafarza
- Opowieść sługi kanonika

Dzieło było zamierzone na o wiele większą skalę (120 opowiadań), jednak poeta nie doprowadził go do końca.

## Polskie tłumaczenia
Opowieści kanterberyjskie (w wyborze, głównie powiastki z gatunku fabliaux) na język polski przełożyła Helena Pręczkowska. Tłumaczenie to ukazało się w 1963 roku w Wydawnictwie Ossolineum. Opowieść rycerza przetłumaczył Przemysław Mroczkowski. Jako pierwszy fragmenty prologu głównego przetłumaczył Jan Kasprowicz. W 2021 roku nakładem Biblioteki Śląskiej ukazało się tłumaczenie Jarka Zawadzkiego; zdaniem wydawcy będzie to „pierwszy kompletny przekład arcydzieła średniowiecznej poezji narracyjnej”, zaś w pracach nad przekładem „uczestniczył Zespół Konsultacyjny złożony ze znawców literatury i kultury dawnej – anglistów, mediewistów i komparatystów”.
Aluzją do początku Opowieści kanterberyjskich jest pierwsza linijka Ziemi jałowej T.S. Eliota.

## Film
W 1972 powstał film w reżyserii Piera Paolo Pasoliniego, który otrzymał Złotego Niedźwiedzia.